# Ebetsu
Ebetsu (江別市 Ebetsu-shi?) es una ciudad ubicada en la subprefectura de Ishikari, Hokkaido, Japón.

## Historia
Ebetsu fue colonizado originalmente por japoneses en 1871, que procedían de la prefectura de Miyagi en Honshu. En 1878, tondenhei comenzó a mudarse al área. Cuando el Gobierno Meiji, en 1878, designó a Hokkaido como parte de Japón, los colonos comenzaron a inundar la zona. Ebetsu obtuvo el estatus de municipio en 1916 y el de ciudad en 1954. Durante las décadas de 1960 y 1970, una población floreciente en Sapporo hizo que la población de Ebetsu creciera al mismo tiempo. En 1991, la ciudad llegó a 100.000 personas.

## Demografía
Al 1 de mayo de 2017, la ciudad tiene una población estimada de 119 086, con 56 325 hogares y una densidad de población de 630 personas por km². El área total es 187.57 km².

## Ciudad hermanada
- Gresham, Oregón, Estados Unidos (desde 1977)[4][5]